# Ueno-hirokōji (metropolitana di Tokyo)
La stazione di Ueno-hirokōji (上野広小路駅?, Ueno-hirokōji-eki) è una stazione della metropolitana di Tokyo. Si trova a Taitō. La stazione è servita dalla linea Ginza della Tokyo Metro, ed è collegata alle stazioni di Ueno-Okachimachi, Naka-Okachimachi e Okachimachi.